# Sonates KV 10-15 (Mozart)

Les six sonates pour violon ou flûte et clavecin avec violoncelle ad lib. KV 10-15 de Mozart ont été composées à la fin de 1764 à Londres durant la tournée européenne de la famille Mozart. La reine Charlotte de Grande-Bretagne leur passa commande le 25 octobre et les œuvres furent dédicacées le 18 janvier 1765. Elles furent publiées sous le numéro Mozart « opus 3 ».  
Quelques manuscrits comprennent une partie d'accompagnement au violoncelle, dans laquelle le violon double les principales notes de la main gauche du clavecin. De ce fait résulte une certaine ambiguïté relative à la dénomination de ces pièces, sonates pour violon, sonates pour flûte ou encore trios avec clavecin ?
Il est probable que la composition de ces sonates fut influencée par un ensemble de sonates ayant la même instrumentation (Op. 2) de Johann Christian Bach (le « Bach anglais »), alors professeur de musique de la reine Charlotte. Johann Christian Bach se lia d'amitié avec le jeune Mozart et devint l'une des principales influences sur le style encore en évolution du jeune compositeur.

## Sonate en si bémol majeur, KV 10
1. Allegro, en si bémol majeur
2. Andante, en mi bémol majeur
3. Menuetto I et II, en mi bémol majeur

## Sonate en sol majeur, KV 11
1. Andante, en sol majeur
2. Allegro, en sol  majeur
3. Menuetto I et II (da capo Allegro) (menuet I en sol mineur ; menuet II en si bémol majeur)

## Sonate en la majeur, KV 12
1. Andante, en la majeur
2. Allegro, en la majeur

## Sonate en fa majeur, KV 13
1. Allegro, en fa majeur
2. Andante, en fa mineur
3. Menuetto I et II (menuet I en fa majeur ; menuet II en ré mineur)

## Sonate en do majeur, KV 14
1. Allegro, en do majeur
2. Allegro, en do majeur
3. Menuetto I et Menuetto II en Carillon (menuet I en do majeur ; menuet II en fa majeur)

## Sonate en si bémol majeur, KV 15
1. Andante maestoso, en si bémol majeur
2. Allegro grazioso, en si bémol majeur